# 苯氧乙醇
苯氧乙醇（Phenoxyethanol）是一種經常用於護膚產品的酚醚類有機化合物，可由乙二醇及苯醇醚化而成，常見於護膚霜和防曬霜。苯氧乙醇是一種無色的油狀液體，有抗菌及消毒的功效，一般與季銨鹽一起使用。

## 應用
經常在生物性緩衝溶液裡被用作有劇毒的疊氮化鈉的替代品，因為2-苯氧乙醇的毒性較低，而且在化學上對銅及鉛並不活躍。在化粧品、疫苗及藥品中通常用發揮着防腐劑的功用。
此外，苯氧乙醇亦是香水裡的固定劑，亦是防蚊液及消毒藥水的成份。也可以用作醋酸纤维素、染料、墨水及树脂等物品的的溶剂。
在藥品、化妝品及润滑剂作防腐剂。苯氧乙醇只它略溶於水，在水產養殖業及有機合成過程裡可用來作為魚類的麻醉劑。
現時作為防腐劑標準的化合物，一般都會 釋放甲醛，而現時普遍認為甲醛有害於人體。相對於這些會釋放甲醛的化合物，苯氧乙醇的確是一個更優秀的替代品。
在日本和歐盟，苯氧乙醇在化粧品內的濃度被限制在1%。

## 生產
苯氧乙醇是通過苯酚的羥乙基化（即威廉姆逊合成反应），例如在鹼金屬氫氧化物或鹼金屬硼氫化物存在下製備的。

## 功效
苯氧乙醇作為一種防腐劑，能夠有效令相當劑量的革蘭氏陰性菌、革蘭氏陽性菌、白色念珠菌酵母等微生物滅活。
| 芳香醇   | 濃度 (%) | 接觸時間 (分鐘)           | 接觸時間 (分鐘)                 | 接觸時間 (分鐘)                | 接觸時間 (分鐘)                      |
| 芳香醇   | 濃度 (%) | Escherichia coli 大腸桿菌 | Pseudomonas aeruginosa 綠膿桿菌 | Proteus mirabilis 奇異變形桿菌 | Staphylococcus aureus 金黃色葡萄球菌 |
| -------- | -------- | ------------------------- | ------------------------------- | ------------------------------ | ------------------------------------ |
| 苯甲醇   | 1        | >30                       | >30                             | >30                            | >30                                  |
| 苯乙醇   | 1.25     | 2.5                       | 2.5                             | 2.5                            | >30                                  |
| 苯乙醇   | 2.5      | 2.5                       | 2.5                             | 2.5                            | 5                                    |
| 苯氧乙醇 | 1.25     | 15                        | 2.5                             | 2.5                            | >30                                  |
| 苯氧乙醇 | 2.5      | 2.5                       | 2.5                             | 2.5                            | >30                                  |

## 安全性
現時作為防腐劑標準的化合物，一般都會釋放甲醛，而現時普遍認為甲醛有害於人體。相對於這些會釋放甲醛的化合物，苯氧乙醇的確是一個更優秀的替代品。
苯氧乙醇是一種疫苗防腐劑和潛在的過敏原，可能在注射部位導致結節反應。它可逆地抑制NMDAR介導的離子流 。攝入可能導致嬰兒的中樞神經系統和呼吸抑制、嘔吐和腹瀉，特別是當與氯丙嗪合用時。

## 外部連結
- . MSDS.   [2011-06-05]. （原始内容存档于2007-10-25）.
- Record in the Household Products Database of NLM